# 괜찮아 괜찮아 괜찮아!
《괜찮아 괜찮아 괜찮아!》는 대한민국에서  2025년 개봉한 드라마 영화이다. 제74회 베를린 국제 영화제 제너레이션 K플러스 부문 수정곰상 수상작이다.

## 출연

### 주연
- 이레: 인영 역
- 진서연: 설아 역
- 정수빈: 나리 역

### 조연
- 이정하 : 도윤 역
- 심이영 : 혜정 역
- 장이정 : 승연 역
- 나소예 : 고지은 역
- 최수임 : 조 선생 역
- 서지후 : 박 선생 역
- 김태한 : 무대감독 역
- 김지영 : 연화 역

### 우정출연
- 손석구 : 동욱 역

## 참고 사항
- 2025년 2월 26일 정식 개봉 전, 2023년 28회 부산국제영화제에서 선공개 되어 같은 해 베를린 국제 영화제에도 참석했다.[2]
- 기획 및 제작 단계에서의 제목은 드림즈였으나, 2023년 첫 공개 당시 부산국제영화제 출품 전에 괜찮아 괜찮아 괜찮아!로 최종 결정 되었다. 감독이 밝히길 극에 등장하는 "인영이도 설아도 나리도 괜찮았으면 좋겠다고 생각해서 정한 제목"이라고 한다.[3]